# Гейлі Палмер
Гейлі Палмер (англ. Hayley Palmer; 8 травня 1989) — новозеландська плавчиня.
Учасниця Олімпійських Ігор 2008, 2012 років.
Призерка Ігор Співдружності 2010 року.